# Polská červinka
Polská červinka je staré, krajové plemeno skotu, jediné polské plemeno tura domácího. Je to plemeno vzácné, udržované v rámci genetických rezerv.

## Historie
Polská červinka patří do skupiny středoevropského červeného skotu. Vývojově se tato plemena odvozují od malé formy divokého tura krátkorohého, který obýval Evropu na sever od Alp. Červený skot tohoto původu je pravděpodobně původní rasou na tomto území chovaného skotu. Polská červinka je blízce příbuzná německé i české červince. Historicky vždy docházelo k výměně genetického materiálu mezi jednotlivými populacemi a i dnes se červinky navzájem používají k vzájemnému zušlechťování a k přilévání nové krve. Plánované šlechtění polské červinky začalo na konci 19. století a na začátku století dvacátého byl přikřížen shorthorn, východofríský červený skot a dánský červený skot, zušlechťování pomocí dánského skotu pokračovalo i po druhé světové válce. Na konci šedesátých let 20. století tvořily polské červinky 20 % celkového stavu skotu v Polsku, ale pak byly vytlačeny užitkovějšími plemeny.

## Charakteristika
Polská červinka je skot středního tělesného rámce, středně osvalený, s rovným hřbetem a střechovitou zádí. Vemeno je malé. Hlava je středně dlouhá a široká, zvířata jsou rohatá, rohy jsou krátké, zahnuté a směřující dopředu. Zbarvení je celoplášťové červené v odstínu tmavé třešňové až hnědočervené barvy, hlava, krk, břicho a končetiny bývají tmavší.
Je to plemeno odolné, dlouhověké, nenáročné a plodné. Dospívá pozdě, poprvé se telí nejdříve ve třech letech. Roční mléčná užitkovost dosahuje 2600 kg mléka s obsahem 4,1 % tuku a 3,5 % bílkovin. Kromě produkce masa a mléka je polská červinka také dobrý pracovní skot. V současnosti jsou polské červinky chovány především v malochovech a značná část populace je však tvořena kříženci anglerského skotu či jiných červinek. Nížinný ráz polské červinky vyhynul, v rázu podhorském je malá skupina krav uchovávaná jako genetická rezerva.